# Valenton
Valenton is een gemeente in de zuidoostelijke buitenwijken van Parijs, in het Franse departement Val-de-Marne (regio Île-de-France) en telt 11.426 inwoners (1999). De plaats maakt deel uit van het arrondissement Créteil.

## Geografie
De oppervlakte van Valenton bedraagt 5,3 km², de bevolkingsdichtheid is 2155,8 inwoners per km².
De onderstaande kaart toont de ligging van Valenton met de belangrijkste infrastructuur en aangrenzende gemeenten.

## Demografie
Onderstaande figuur toont het verloop van het inwonertal (bron: INSEE-tellingen).